# Florina
Florina (tiếng Hy Lạp: Φλώρινα, Flórina ) là một khu tự quản ở vùng Tây Makedonías, Hy Lạp. Khu tự quản Florina có diện tích 820 km², dân số theo điều tra ngày 18 tháng 3 năm 2001 là 33588 người.